# Супрун Олександр Іванович
Олександр Іванович Супрун — старший лейтенант, начальник прикордонної застави бойового підрозділу 9-го загону ім. Січових Стрільців.
Хлопець виховувався у прикордонній родині.
Олександр народився 11 жовтня 1990 року. В 1997 році пішов у перший клас школи No6 в селищі
Погребище Перше. 
Після закінчення школи у 2006 році вступив до Козятинського професійного
училища, де здобув спеціальність помічник машиніста. 
З 5 лютого 2010 року прийнятий на
військову службу за контрактом до військової частини 2260. 
У 2017 році закінчив Національну
академію міністерства внутрішніх справ, здобув професію юрист. У 2024 році закінчив Державний
податковий Університет по спеціальності правоохоронна діяльність.
Після навчання проходив службу у Внутрішніх військах, Національній гвардії, а згодом став
прикордонником, як і його батько. 
Саме тут, у Держприкордонслужбі, після проходження
відповідного навчання, отримав первинне офіцерське звання.
З перших днів повномасштабного вторгнення країни - агресора став на захист держави.
Повномасштабне російське вторгнення військовий зустрів на північному кордоні. У ніч на 24
лютого 2022 року очолював прикордонні наряди в одному з пунктів пропуску. 
За лічені хвилини
ворожі «гради» підступно, з території білорусі, знесли український пункт пропуску з лиця землі. І
лише завдяки професійності офіцера жоден із прикордонників та взаємодіючих служб не
постраждав. 
Згодом відправився в бойовий підрозділ 9-го прикордонного загону, у складі якого
вибув у зону активних бойових дій. Був мужнім, рішучим, завжди виваженим. Дбав про підлеглих.
У нього були дуже близькі стосунки з військовими, не дарма на фронті у нього був позивний
«КЕНТ», бо він для усіх був не тільки начальником, а й другом.
Загинув Герой 29 липня 2024 року на Харківщині, під час виконання бойового завдання на
нульовому рубежі, захищаючи Україну від російських окупантів 
Офіцер з честю і до кінця виконав
свій військовий обов’язок 
Нагород за час служби Олександр мав достатньо, посмертно нагороджений відзнакою Президента
України "За оборону України".
Але, найголовнішою нагородою офіцера залишились добрі слова і
спогади його підлеглих та люблячі очі дружини, сина і доньки.
2 серпня 2024 року в селищі Погребище Перше провели в останню путь відважного воїна,
начальника третьої прикордонної застави, першого відділу прикордонної служби, прикордонної
комендатури швидкого реагування прикордонного загону Державної прикордонної служби
України, старшого лейтенанта Супруна Олександра Івановича.
"У час горя, біди, крізь морок і дим
Ти перший дививсь в очі смерті.
Без страху завжди ти йшов до весни, як лицар відваги і честі."
Допоки бʼється серце твоєї "Ласки"- тебе не забудуть люди.